# Eulasia goudoti pardoi
Eulasia goudoti pardoi es una subespecie de coleóptero de la familia Glaphyridae.

## Distribución geográfica
Habita en Marruecos.